# Tylmanowska Góra
Tylmanowska Góra (603 m) lub Koziarnia – szczyt w Gorcach, znajdujący się w zakończeniu długiego, wschodniego grzbietu Gorca, który poprzez Lelonka, przełęcz Wierchmłynne, Zdzar, Goły Wierch, Tworogi, Tylmanowską Górę i Wietrznice ciągnie się aż do Dunajca. Grzbiet ten oddziela dolinę Kamienicy od doliny Ochotnicy.
Szczyt Tylmanowskiej Góry i stoki częściowo porasta las, częściowo zajęte są przez pola uprawne należące do dwóch miejscowości: Tylmanowa (stoki południowe) i Zabrzeż (stoki północne). Pola i pojedyncze zabudowania gospodarstw osiedla Zarębki znajdują się również na samym dość płaskim grzbiecie Koziarni. Dzięki otwartym przestrzeniom pól rozciąga się stąd szeroka panorama widokowa na Beskid Sądecki, Pasmo Lubania i dolinę Kamienicy. Brak znakowanego szlaku turystycznego, można jednak dojść tutaj dobrą drogą bez znaków z osiedla Rzeka w Tylmanowej. Po wschodniej stronie Koziarni znajduje się wieża przekaźników telekomunikacyjnych.